# Grünenbach
Grünenbach är en kommun och ort i Landkreis Lindau i Regierungsbezirk Schwaben i förbundslandet Bayern i Tyskland.
Kommunen ingår i kommunalförbundet Argental tillsammans med kommunerna Gestratz, Maierhöfen och Röthenbach (Allgäu).